# Aaron Gillmor
Aaron Gillmor (* 24. Juli 1991) ist ein kanadischer Biathlet und Skilangläufer.
Aaron Gillmor startet seit 2009 bei internationalen Rennen, zunächst in den Juniorenklassen. Er nahm an den Biathlon-Juniorenweltmeisterschaften 2009 in Canmore teil und gewann in seiner kanadischen Heimat an der Seite von Kurtis Wenzel und Scott Gow hinter der Staffel aus Frankreich und vor Russland die Silbermedaille. Zudem wurde er 31. des Sprints und 25. in Verfolgung und Einzel. Ein Jahr später belegte er in Torsby die Plätze 51 im Einzel, 58 im Sprint, 40 in der Verfolgung und acht mit der Staffel. Sehr erfolgreich war Gillmor bei den Kanadischen Biathlonmeisterschaften 2011 in Charlo, wo er alle vier Titel im Einzel, Sprint, der Verfolgung und mit der Mixed-Staffel bei den Junioren gewann. Bei den Nordamerikameisterschaften im Sommerbiathlon 2010 in Canmore nahm er erstmals an internationalen Meisterschaften bei den Männern teil und erreichte bei den Wettbewerben auf Rollski den siebten Rang im Sprint und wurde neunter im Verfolgungsrennen.
Ebenfalls seit 2009 startet Gillmor auch im Skilanglauf bei internationalen Wettbewerben, zunächst in unterklassigen Rennen wie dem Nor-Am Cup, aber auch bei nationalen kanadischen Meisterschaften, ohne jedoch nennenswerte Resultate zu erzielen. In Otepää nahm er an den Nordischen Junioren-Skiweltmeisterschaften 2011 teil und wurde 68. über 10 Kilometer Freistil, 75. im Klassik-Sprint sowie Neunter mit Kanadas Staffel.